# Derviche
Pour les articles homonymes, voir Derviche (homonymie).
 (janvier 2021).

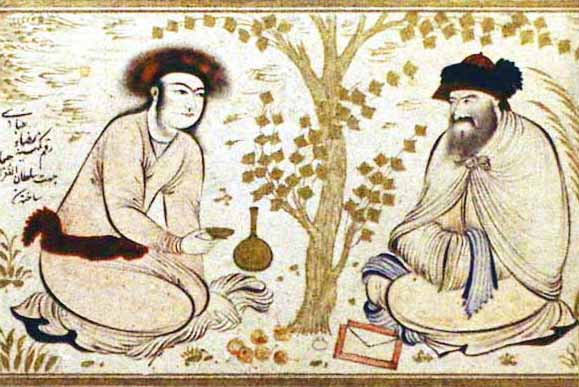
Derviche instruisant un jeune noble. Ispahan, deuxième quart du XVIIe siècle. Metropolitant Museum of Art, New York.

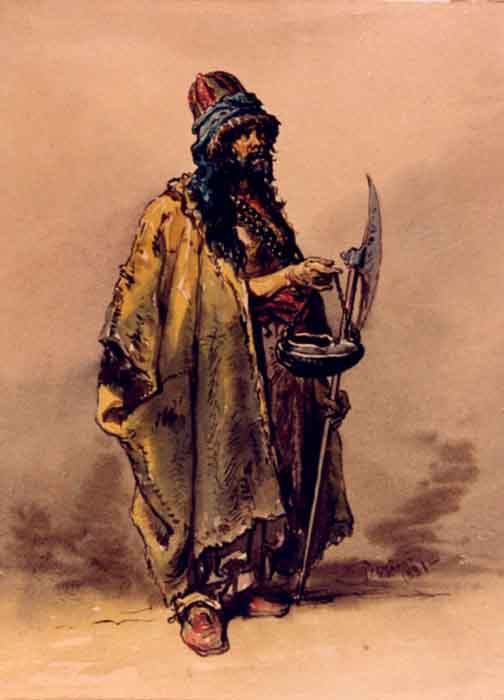
Derviche de Palestine dans les années 1860. Aquarelle de Amedeo Preziosi, 1860. Musée national d'art de Roumanie.

Un derviche (du persan درويش, derviš, « pauvre, mendiant ») est une personne qui suit la voie ésotérique soufie (Tarîqa,« voie, méthode »), requérant l'acceptation du dénuement comme voie de recherche spirituelle, ainsi que le choix de vie d'une pauvreté et d'une austérité extrêmes, semblable aux frères des ordres mendiants chrétiens ou aux sādhus hindous, bouddhistes ou jaïns.

## Sens de la pauvreté
Il s'agit d'une « pauvreté spirituelle » (ar. faqr), prémisse à la connaissance de soi et aux mystères de l'Univers. Il convient de faire barrage à toutes les convoitises de l'ego et du monde, quelles que soient leurs formes, en vue d'une régénération spirituelle en prenant pour guide les meilleurs exemples que sont les prophètes, et en suivant la tarîqa comprise comme voie de préparation des capacités intellectuelles et spirituelles à percevoir d'autres dimensions que celles qui sont accessibles par les cinq sens.

## Histoire du mot
Le terme derviche est d'origine persane et désigne un mendiant. Ce sens est proche du mot d'origine arabe fakir, « pauvre ». Le sens est à la fois matériel et spirituel. Ainsi, dans le Coran, Dieu rappelle aux hommes qu'ils sont pauvres (faqîr) face à Dieu qui lui est riche (ghanî): « Ô vous les hommes ! Vous êtes des pauvres devant Dieu. Dieu est celui qui se suffit à soi-même » (Sourate 35, Fâtir, v. 15 ; traduction Denise Masson). Le verset 24 de la sourate 28, Al-Qasas, présente une idée similaire : « (J'étais) nécessiteux [faqîr] du bien que Tu as fais descendre jusqu'à moi » (Traduction Maurice Gloton).
« Derviche » et « fakir » ont progressivement servi à désigner les membres de certaines confréries soufies, pratiquant ou non la mendicité, et aussi ceux qui vivent en permanence dans les khânqâh. Le mot darviš est passé à l'arabe (دَرويش, darwīš) et au turc (derviş), et il ne désigne parfois que les membres de certaines confréries religieuses. Arrivé en Afrique du Nord, par exemple en kabyle « aderwic », le mot a fini par désigner le fou du village.

## Les derviches dans le monde turco-persan
Les derviches sont présents dans le chiisme notamment dans la voie alevie-kizilbach, tout particulièrement dans les confréries bektachies. Le derviche est également présent dans le sunnisme par le biais du mystique soufi Djalâl ad-Dîn Rûmî, qui, en faisant la rencontre de Shams-i Tabrizi, s'éleva aux portes de la Marifat.
Le derviche est initié par un maître (cheikh ou murchid) et participe aux rituels de la confrérie qui consistent souvent en des invocations répétées du nom de Dieu (dhikr), et en d'autres pratiques comme la danse ou le chant, pouvant mener à l'extase mystique et à l'« extinction » (fana’). La confrérie la plus connue est celle des derviches tourneurs en Turquie et en Iran. On trouvait également au XIXe siècle à Constantinople des derviches hurleurs mentionnés notamment par Xavier Marmier. Le poète persan Djalâl ad-Dîn Rûmî (1207-1273) est connu pour ses textes religieux influencés par les styles littéraires derviches. Il fut un chantre de l'« Amour mystique ». C'est le fondateur de l'ordre soufi Mevlevi, celui des derviches tourneurs.

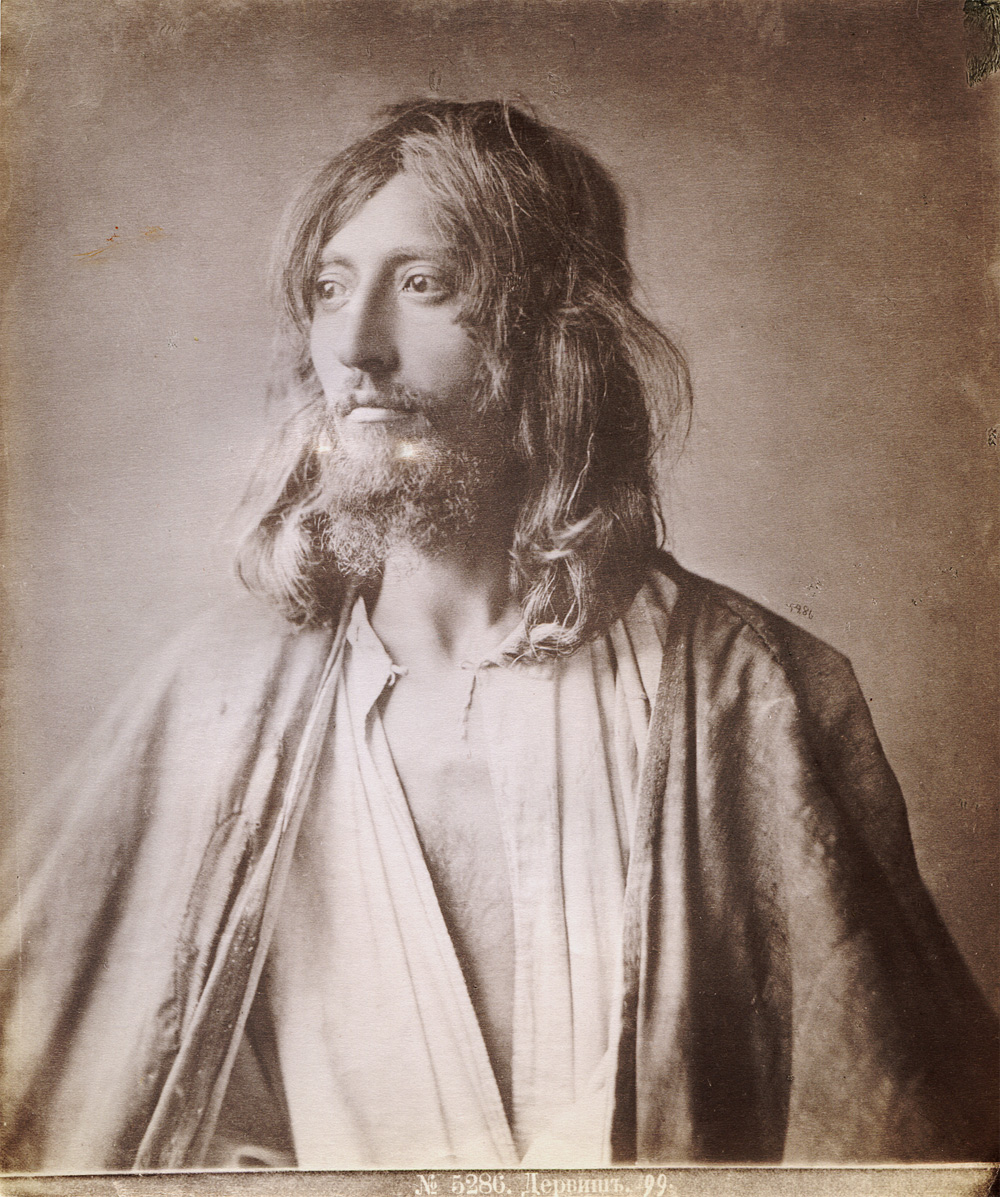
Derviche de Perse, années 1870. Photo de Dimitri Ermakov.
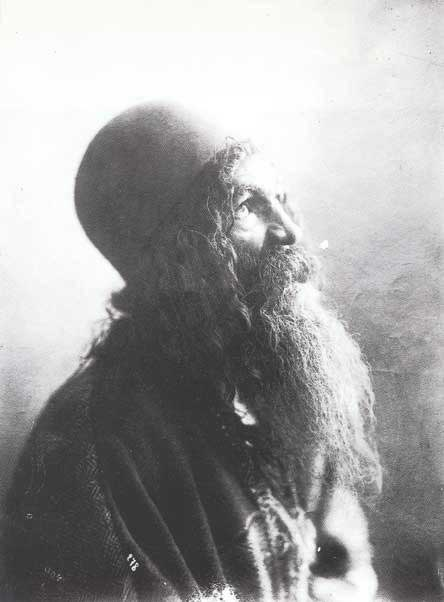
Un derviche vers 1900, avec un chapeau de feutre. Photo d'Antoine Sevruguin.
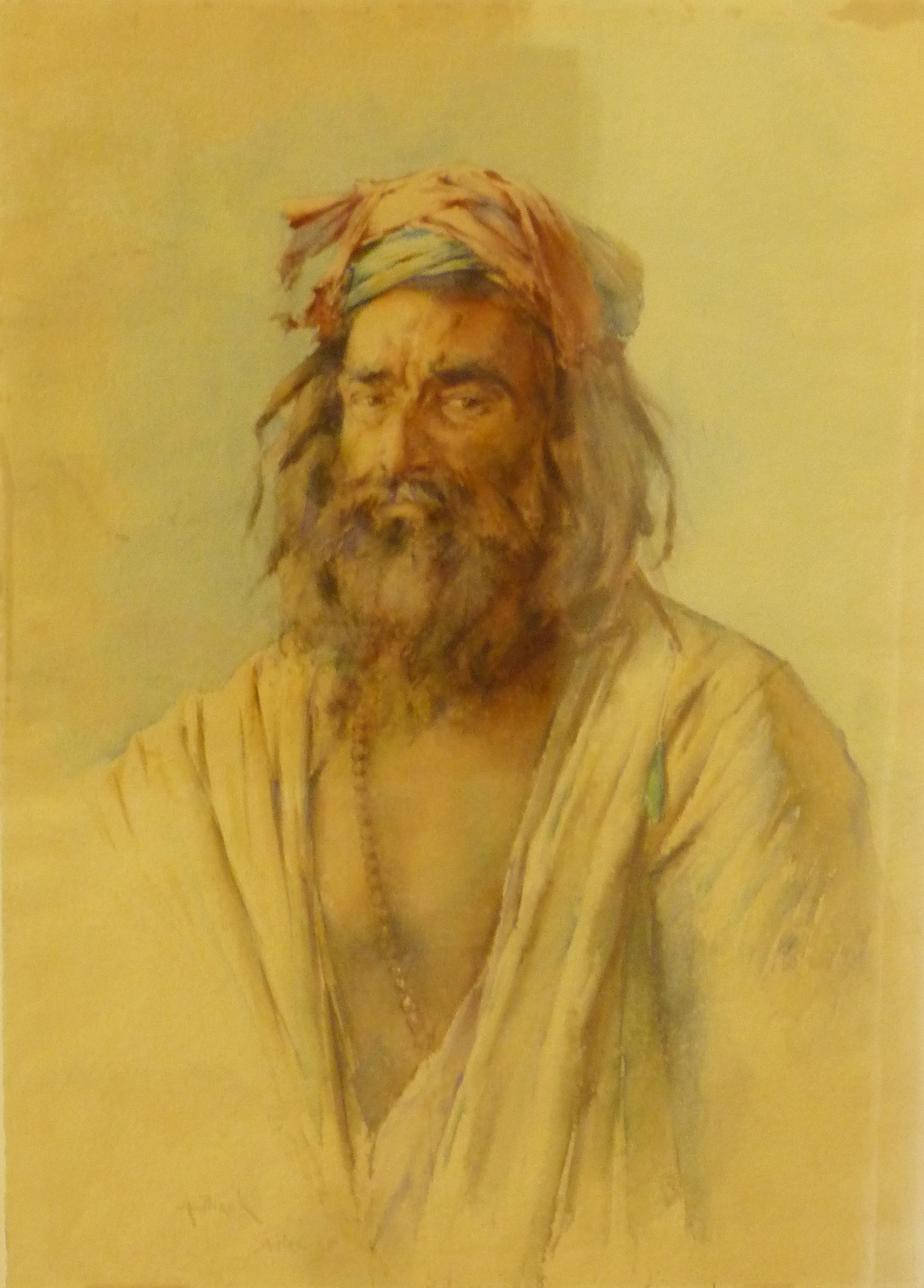
Musulman derviche en 1895. Alphonse Birck, aquarelle sur papier, 1895. musée des Beaux-Arts de Morlaix.